# Euploea griseitincta
Euploea griseitincta är en fjärilsart som beskrevs av Carpenter 1942. Euploea griseitincta ingår i släktet Euploea och familjen praktfjärilar. Inga underarter finns listade i Catalogue of Life.